# Phaonia fuscicauda
Phaonia fuscicauda är en tvåvingeart som beskrevs av Malloch 1918. Phaonia fuscicauda ingår i släktet Phaonia och familjen husflugor. Inga underarter finns listade i Catalogue of Life.